# Daniel Minahan
Daniel Minahan (Danbury, 30 de novembro de 1962) é um cineasta e roteirista norte-americano.